# San Lorenzo de Tiznados
Pour les articles homonymes, voir San Lorenzo.
San Lorenzo de Tiznados est l'une des quatre paroisses civiles de la municipalité d'Ortiz dans l'État de Guárico au Venezuela. Sa capitale est La Unión de Canuto.

## Géographie

### Démographie
Hormis sa capitale La Unión de Canuto, la paroisse civile comporte plusieurs localités, dont :
- Bersuga
- Carrizales
- Carutico
- El Chïgüire
- El Copey
- El Guásimo
- El Níspero
- La Cocinera
- La Colonera
- La Palma
- La Resbalosa
- La Sabanota
- La Tarraya
- La Unión de Canuto
- Las Camazas
- Las Majadas
- Mocundo
- Paradero
- Pueblo Nuevo
- Santa Bárbara
- Terrón Colorado